# Mi manchi (Pooh)
Mi manchi è un singolo dei Pooh del 1999.
Il brano, tratto dall'album Un posto felice, è stato scritto da Roby Facchinetti per le musiche e da Stefano D'Orazio per il testo, ed è interpretato dal tastierista dei Pooh.
È un sequel de "La donna del mio amico" in cui lui sente la mancanza della donna la quale è appena andata via.

## Formazione
1. Roby Facchinetti: voce, pianoforte e tastiere.
2. Dodi Battaglia: voce e chitarra.
3. Stefano D'Orazio: voce e batteria.
4. Red Canzian: voce e basso.